# IC 4313
IC 4313 је галаксија у сазвјежђу Волар која се налази на листи објеката дубоког неба у Индекс каталогу.
Деклинација објекта је + 26° 45' 37" а ректасцензија 13h 38m 20,6s. Привидна величина (магнитуда) објекта IC 4313 износи 14,6 а фотографска магнитуда 15,6. IC 4313 је још познат и под ознакама MCG 5-32-46, CGCG 161-94, NPM1G +27.0422, PGC 48186.